# Карапусові
Карапусові (Carapidae) — родина ошибнеподібних риб. Карапусові нараховують 36 видів, які поєднуються у 8 родах. Родина у цілому поширена майже повсюдно у прибережних водах тропічних і субтропічних морів, і лише 2-3 види населяють помірковано теплі води, а один вид — прісні води. Звичайно вони зустрічаються на мілководді, але деякі види спускаються на глибину до 200 м. У довжину ця дрібна риба звичайно не перевищує 15 см і лише два види (Echiodon drummondi, Carapus parvipinnis) досягають 30 см. У наших водах карапусові риби відсутні.

## Опис
Риби цієї родини мають сильно подовжене й стисле з боків тіло, що поступово загострюється до кінця хвоста. Луски немає зовсім. Анальний і сечостатевий отвори зміщені допереду й розташовані безпосередньо за головою. Черевні плавці й тазовий пояс відсутні. Грудні плавці невеликі або зовсім відсутні. Задні хвостові хребці й хвостовий плавець повністю скорочені. Останній заміняється дуже невеликим помилковим хвостовим плавцем, без яких-небудь слідів кісткових пластинок в опорному кістяку; він повністю зливається з довгими спинним й анальним плавцями. Анальний плавець трохи довший спинного й доходить уперед безпосередньо до анального отвору. Рот великий, дрібні зуби є на щелепах, лемеші й піднебінних кістках. Зяброві отвори широкі, зяброві перетинки вільні від міжзябрового проміжку. Пігментація незначна і навіть у дорослих особин тіло зберігає прозорість.
Від переднього краю плавального міхура до нижньої поверхні черепа відходить пара потужних м'язів. Поперечні відростки 3-го й 4-го (рід Carapus) або 3-5-го (рід Encheliophis) туловищних хребців сильно розширені у горизонтальній площині й повністю зливаються один з одним, утворюючи своєрідні крила, спрямовані своїми вершинами назад. Ці утворення найтіснішим образом пов'язані із плавальним міхуром.

## Розвиток і спосіб життя
Карапуси цікаві тим, що після викльовування проходять дві стадії метаморфозу: передличинка (стадія вексиліфер) веде планктонний спосіб життя, а личинка (стадія тенуіс), опустившись на дно, впроваджується в порожнину тіла тварини-хазяїна, де веде паразитичний спосіб життя.
Найкраще розвиток і спосіб життя вивчені у карапуса середземноморського (Carapus acus), що мешкає у західній частині Середземного моря. Його ікра зустрічається на поверхні води з липня по вересень у вигляді з'єднаних слизом овальних скупчень жовтуватого відтінку, що нараховують часом до декількох тисяч ікринок. Еліпсоїдні ікринки мають розмір 0,90×0,75 мм і містять велику жирову краплю. Розвиток зародка відбувається дуже швидко, і передличинка довжиною 2 мм викльовується вже на третій день. Вона спочатку дуже сильно недорозвинена: у неї зовсім відсутні рот, анальний отвір і зяброві щілини, а безбарвна кров не містить барвного пігменту.
Ця стадія цікава тим, що перший промінь спинного плавця, званий «вексиллум», досягає надзвичайного розвитку. Постачений додатковими лопатами й придатками, величезний вексиллум відіграє роль органу ширяння й дозволяє передличинці вести планктонний спосіб життя в приповерхневих шарах води. Завдяки наявності цього придатку вся стадія одержала назву стадії вексиліфер (тобто «несучої вексиллум»).
По досягненні довжини 80—90 мм вексиліфер зазнає різкий метаморфоз: у нього зникає вексиллум і він переходить до бентичного способу життя. Перетворення супроводжується також повним зникненням задніх хвостових хребців. Ця уже личиночна стадія розвитку, що характеризується, мабуть, самими різкими змінами, одержала назву стадії тенуіс (що означає «тонкий») і тісно пов'язана з перебуванням у порожнині тіла свого хазяїна. На стадії тенуіс округле тіло личинки дуже сильно подовжується й тоншає, досягаючи довжини 20 см, після чого воно не менш бурхливо починає коротшати й стискуватись з боків. Укорочення тіла триває доти, поки личинка не досягне 7-8 см у довжину. До цього часу стадія тенуіс закінчується й личинка перетворюється у молоду особину, що знову починає збільшуватися в розмірах. Дорослі особини цього виду досягають у довжину 20 см.
Протягом всього, життя за винятком тільки стадії вексиллифер, средиземноморский карапус (Carapus acus) мешкає у порожнині тіла двох видів голотурій (Holothuria tubulosa, Stichopus regalis), де ця риба (принаймні, на стадії тенуіс) живиться гонадами й водними легенями своїх хазяїв. Подібний паразитизм нешкідливий для голотурій і можливий завдяки їхній дивній здатності відновлювати втрачені органи.
Личинка на стадії тенуіс, що впровадилась один раз у порожнину тіла свого хазяїна, цілком залежить від нього й не може його покинути. Якщо її насильно вигнати відтіля, то вона не в змозі впровадитися у нового хазяїна й швидко гине у морській воді. Викинута з порожнини тіла хазяїна, личинка тенуіс робить шалені рухи й своєю поведінкою показує нестерпність умов, що створилися для неї. Навпаки, молоді й дорослі особини карапуса нерідко добровільно залишають своїх хазяїв й іноді ловляться у вільному стані. При цьому у шлунках у них звичайно знаходять дрібних ракоподібних.
Можливо, що на цих стадіях вони використають своїх хазяїв лише як притулок.
Ретельно обстеживши голотурію й знайшовши анальний отвір, молоді особини впроваджуються у нього головою вперед. Дорослі карапуси впроваджуються хвостом уперед, угвинчуючись у клоаку подібно штопору. При цьому вони нерідко встигають повернутися навколо своєї осі на всі 360°.
Ознайомившись зі способом життя карапусов, неважко зрозуміти, що їхні морфологічні особливості формувалися під впливом симбіозу з безхребетними тваринами. Так, наприклад, винос анального й сечостатевого отворів уперед дозволяє рибі виводити свої виділення без того, щоб залишати свого хазяїна: для цього їй досить висунути голову. Форма тіла, і особливо його хвостової частини, викликана необхідністю впроваджуватися у внутрішню порожнину своїх хазяїв (тих же голотурій) крізь вузький анальний отвір. Безсумнівно, із цим же зв'язана редукція луски, черевних, а часом і грудних плавців, особливості забарвлення тощо.
Очевидно, з тими ж умовами перебування зв'язаний ряд личиночних рис, іншими словами, збереження в дорослих риб деяких особливостей, властивих звичайно лише раннім стадіям розвитку, наприклад функціонуючої первинної бруньки (pronephros) і нотохорди.

## Класифікація
Родина включає 8 родів:
- Підродина Carapinae
  - Carapus
  - Echiodon
  - Encheliophis
  - Onuxodon
- Підродина Pyramodontinae
  - Eurypleuron
  - Pyramodon
  - Snyderidia
- Підродина Tetragondacninae
  - Tetragondacnus

### Характеристика деяких родів
Усього рід Карапус (Carapus) нараховує 6 видів. Види цього роду населяють води Індійського Тихого океану. Багато хто з них відомі лише по 1-3 екземплярам. Як хазяїв використовують голотурій, морських зірок і двостулкових молюсків. Відомий випадок, коли карапус (С. dubius), що ховався в мантійній порожнині молюска, виявився заживо замурованим у перламутровий шар і перетворився у величезну перлину. Карапус бермудський (С. bermudensis), що мешкає біля узбережжя Флориди й островів Вест-Індії, завжди зустрічається тільки в одному виді голотурій (Actinopyga agassizi).
Рід Енхеліофіс (Encheliophis) представлений 6 видами, з яких 3 види не мають не тільки черевних, але й грудних плавців. Найвідоміший представник цієї групи видів — енхеліофіс червоподібний (Е. vermicularis) — відомий від узбережжя Сомалі, Індії, Філіппінських островів, островів Палау, острова Таїті й з моря Сулу. Один із двох видів другої групи (Е. gracilis), що досягає близько 24 см, має дуже широкий ареал, що простягається від Африки до Гавайських островів й островів Тонга, а інший вид відомий лише по одному екземплярі довжиною 19 см з вод Японії.
Карапус червоний (Е. homei) розповсюджений від Червоного моря до Гавайських островів і до численних архіпелагів Полінезії в південній частині Тихого океану. Звичайно його хазяями служать голотурії (родів Holothuria, Actinopyga, Stichopus), але зустрічається він також у морських зірках (Culcita й Nardoa), у двостулкових молюсках (Cardium, Pinctada) і навіть в асцидіях (Styela).
Рід Ехіодон (Echiodon) представлений 13 видами, що мешкають у прибережних водах Британських островів і Скандинавії, у Середземному морі.